# Демерджі-яйла
44°47′02″ пн. ш. 34°24′33″ сх. д. / 44.783888888889° пн. ш. 34.409166666667° сх. д.

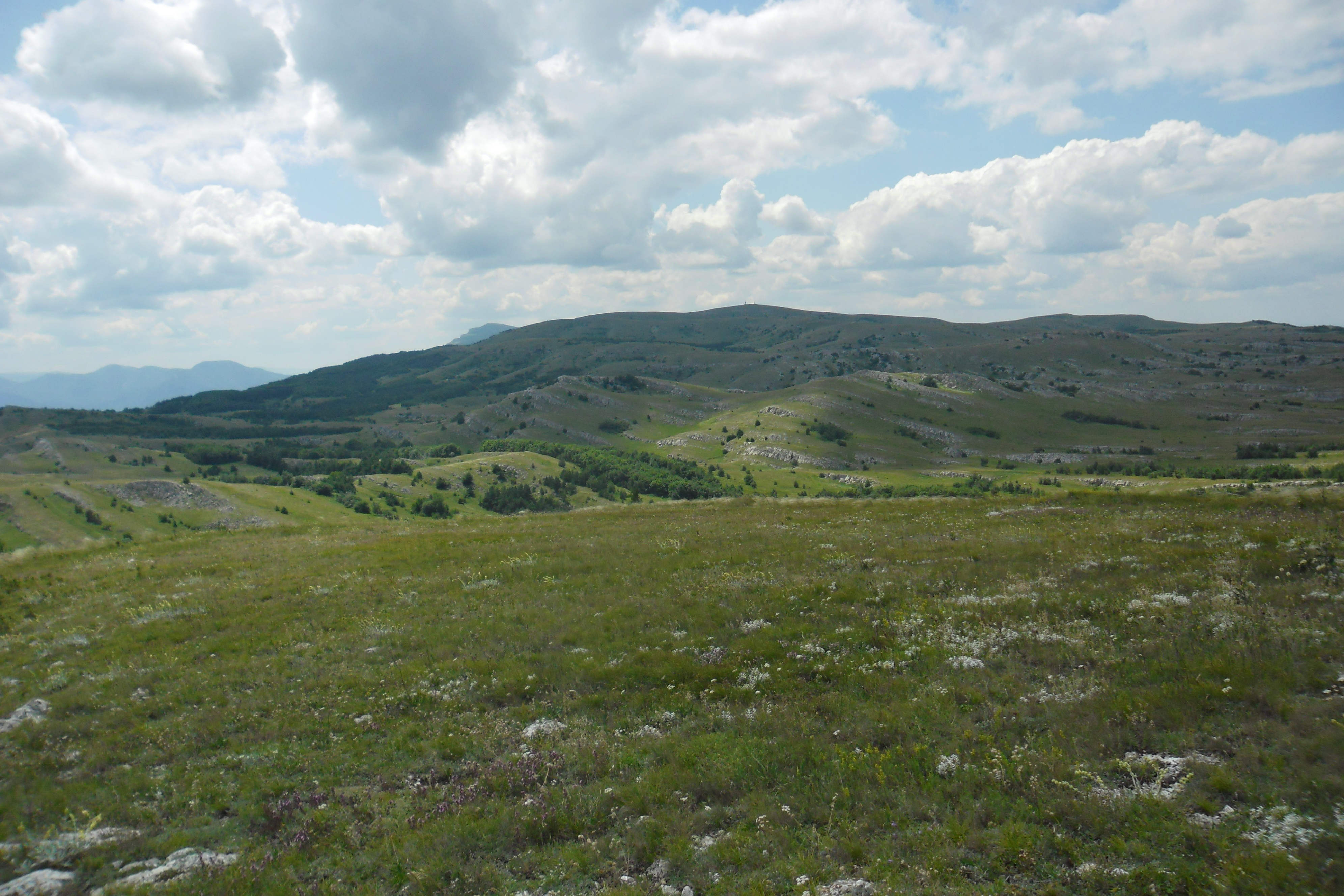
Демерджі-яйла. Панорама

Демірджі́-яйла́ (крим. Demirci Yayla; помилково Демерджі-яйла) — гірський масив (яйла) в Ялтинському районі Криму.

## Назва
Назва Демірджі (Demirci) походить від крим. demirci — коваль. У Середньовіччі греки називали гору Фуна — «паруюча». Ця назва залишилася за фортецею біля підніжжя гори.
Правильна назва масиву — Демірджі, але у другій половині XX століття широкого розповсюдження набув викривлений варіант Демерджі. В останні роки в путівниках і картографічних виданнях спостерігається тенденція повернення до споконвічного написання назви.

## Загальний опис
Демірджі-яйла належить до Головного пасма Кримських гір. Біля підніжжя гори розташоване село Лучисте, що до 1945 року називалося Демірджі. Вершини — Північна Демерджі (1 356 м) і Південна Демерджі (1 239 м). На схилах Південної Демірджі розташовано вигадливі скупчення каменів — Долина привидів.
Поблизу вершини розташована скеля Хой-Кая відома як Голова Катерини (інша назва — Голова воїна), добре помітна з траси Сімферополь — Ялта.
На схилах гірського масиву починається невелика річка Куру-Узень. На західних схилах Демерджі — Галявина МАН.
Окремі вершини Демірджі-яйли: Північна Демерджі, Південна Демерджі, Уч-Терек, Ернен-Кая, Босна, Діпліс-Хая, Байрак-Хая, Басамах-Хая, Базарбай (гора), Самар-Кая, Шан-Кая.
На відміну від інших кримських яйл, Демерджі складається не тільки з вапняку, а має численні вкраплення гальки і валунів твердих порід, схоплені вапняковим «цементом». Вода просочується з поверхні вглиб породи, реагує з вуглекислим газом, що міститься в ґрунті, і набуває властивості слабкої кислоти, яка роз'їдає породу. Під впливом такої води і вивітрювання вапняк руйнується, залишаючи «скульптури» з самих твердих порід. Це «пальці» — колони, «гриби» — колони з «кришками» і багато іншого. Найбільша з них п'ятиметрової ширини і висотою майже 25 метрів. Найвідоміше місце їх скупчення — «Долина привидів». За легендою, коли по Демерджі повзуть хмари, час від часу погляду відкриваються загадкові силуети, які через мить зникають.
Часом в результаті землетрусів на схилах гір, що вивітрилися, відбуваються грандіозні обвали, формуючі величезні кам'яні хаоси, які стали результатом обвалів 1894, 1968 і 1982 рр. Обширна територія уздовж крутого схилу Демірджі виявилася захаращеною хаотичним навалюванням загострених конгломератних брил; деякі з них — величиною з триповерховий будинок. Загальний же об'єм хаосу брили перевищує 4 млн кубометрів.

## Галерея

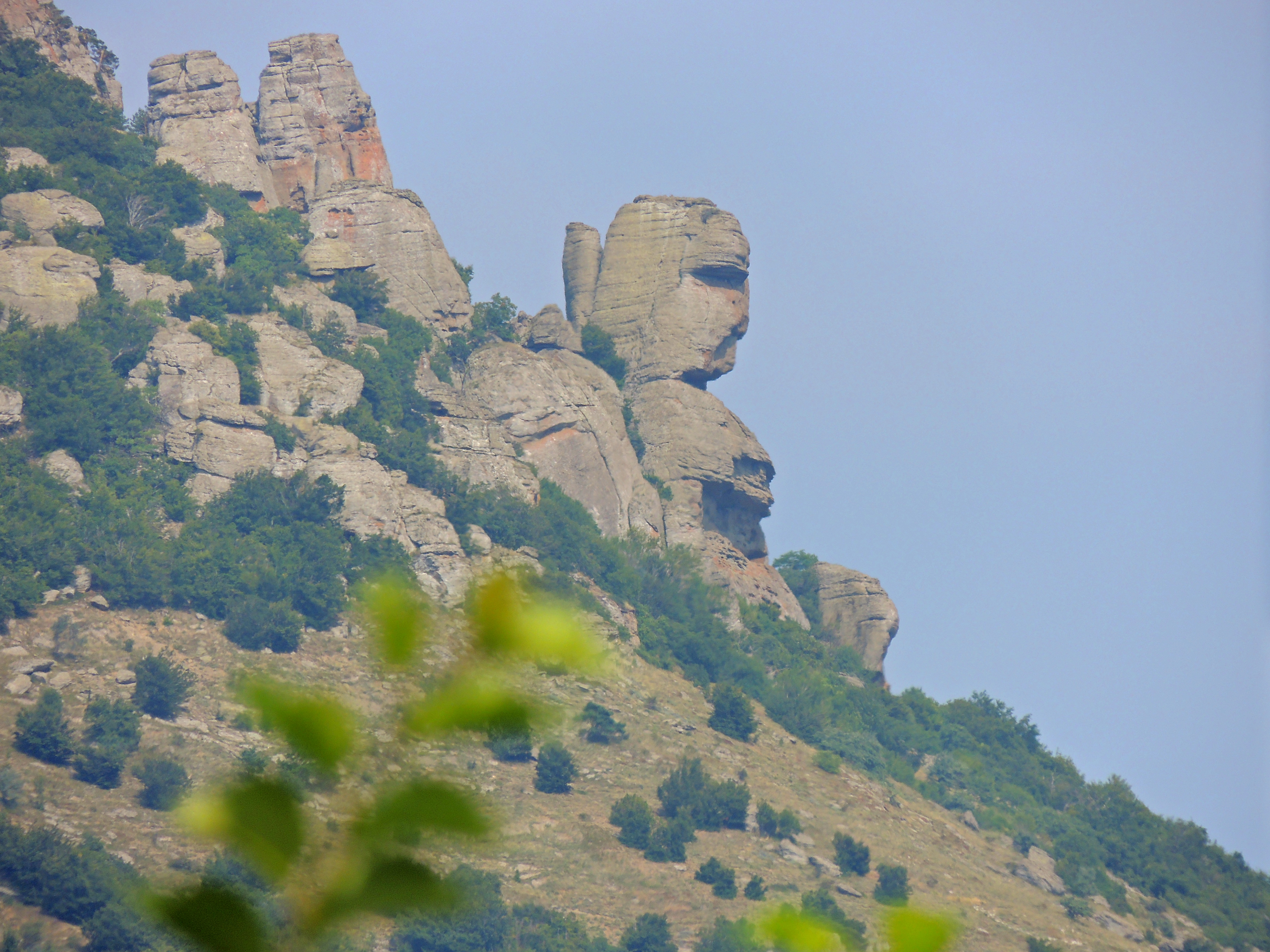
Хой-Кая (Голова Катерини)
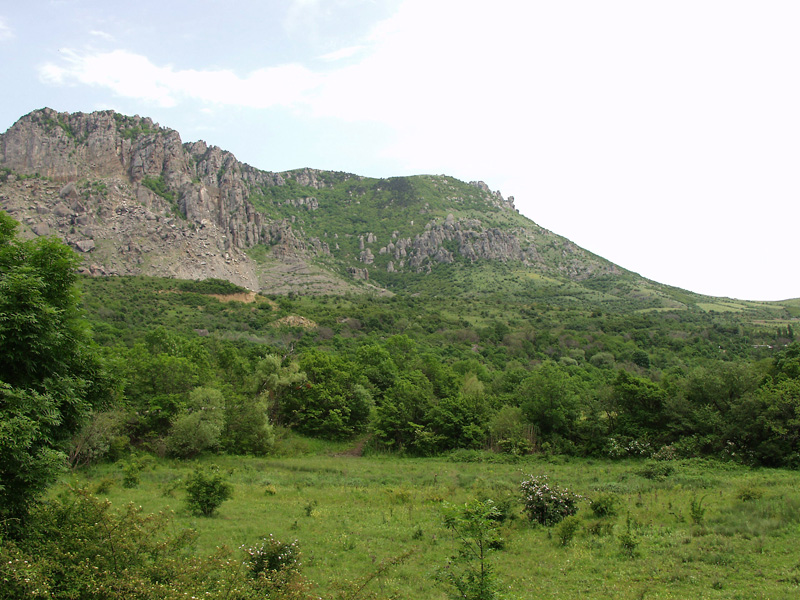
Південна Демерджі
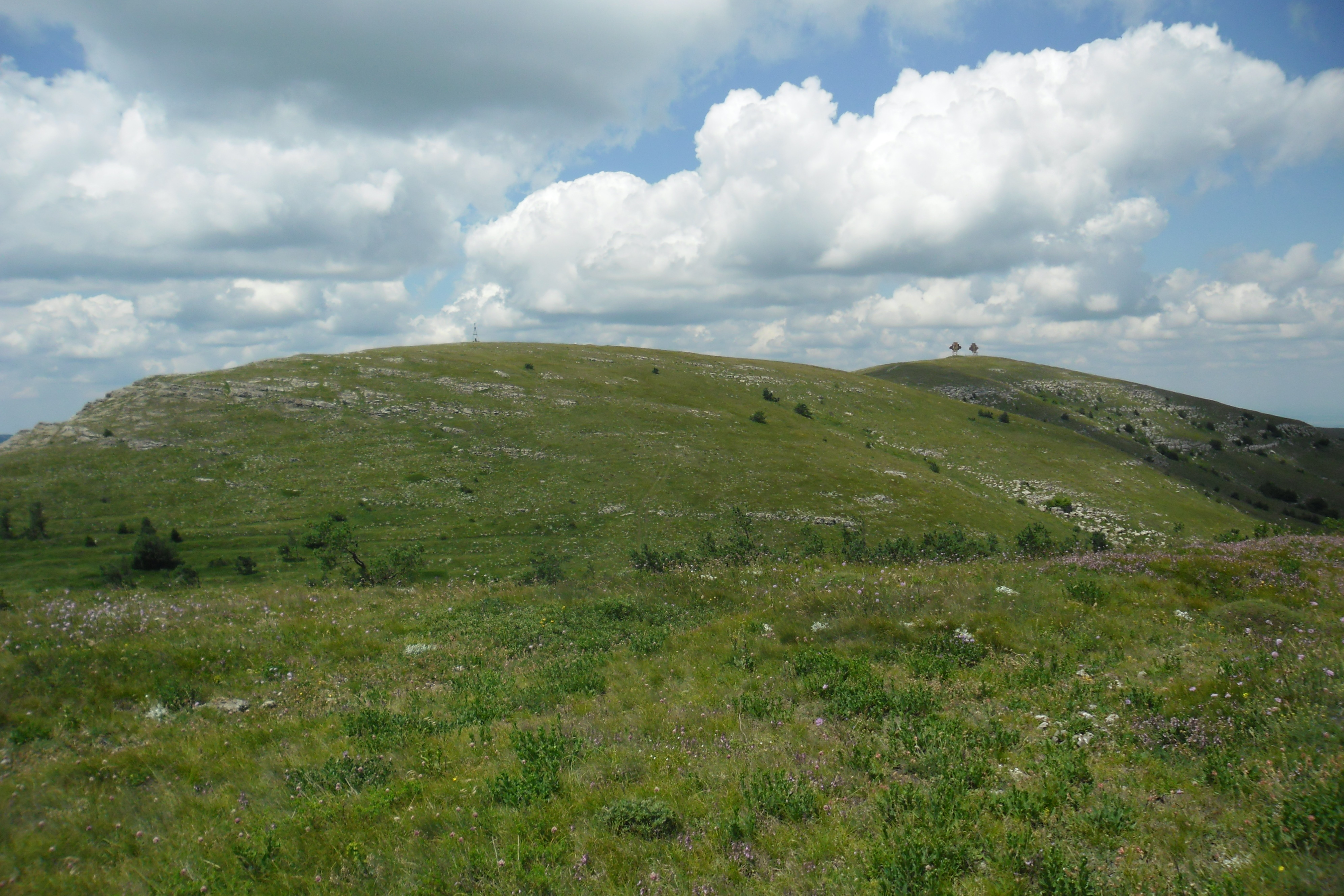
Північна Демерджі. Вид зі сходу
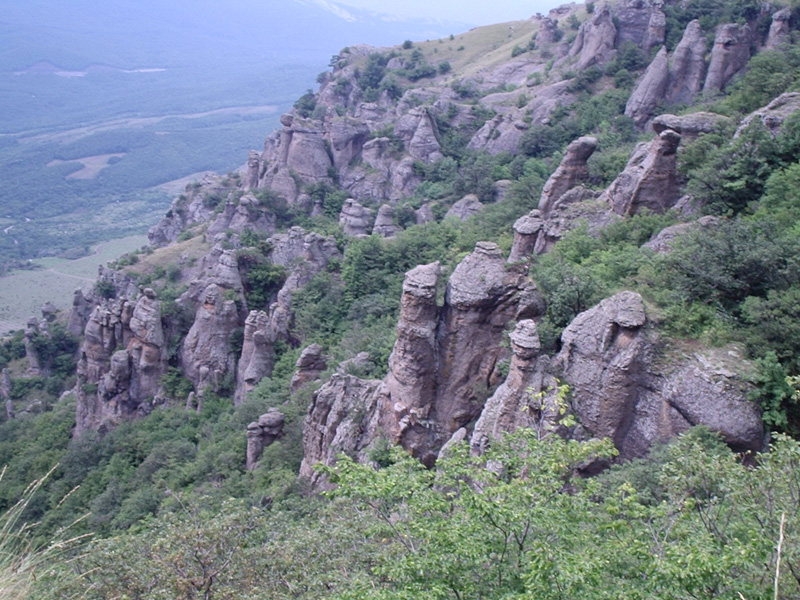
Долина привидів
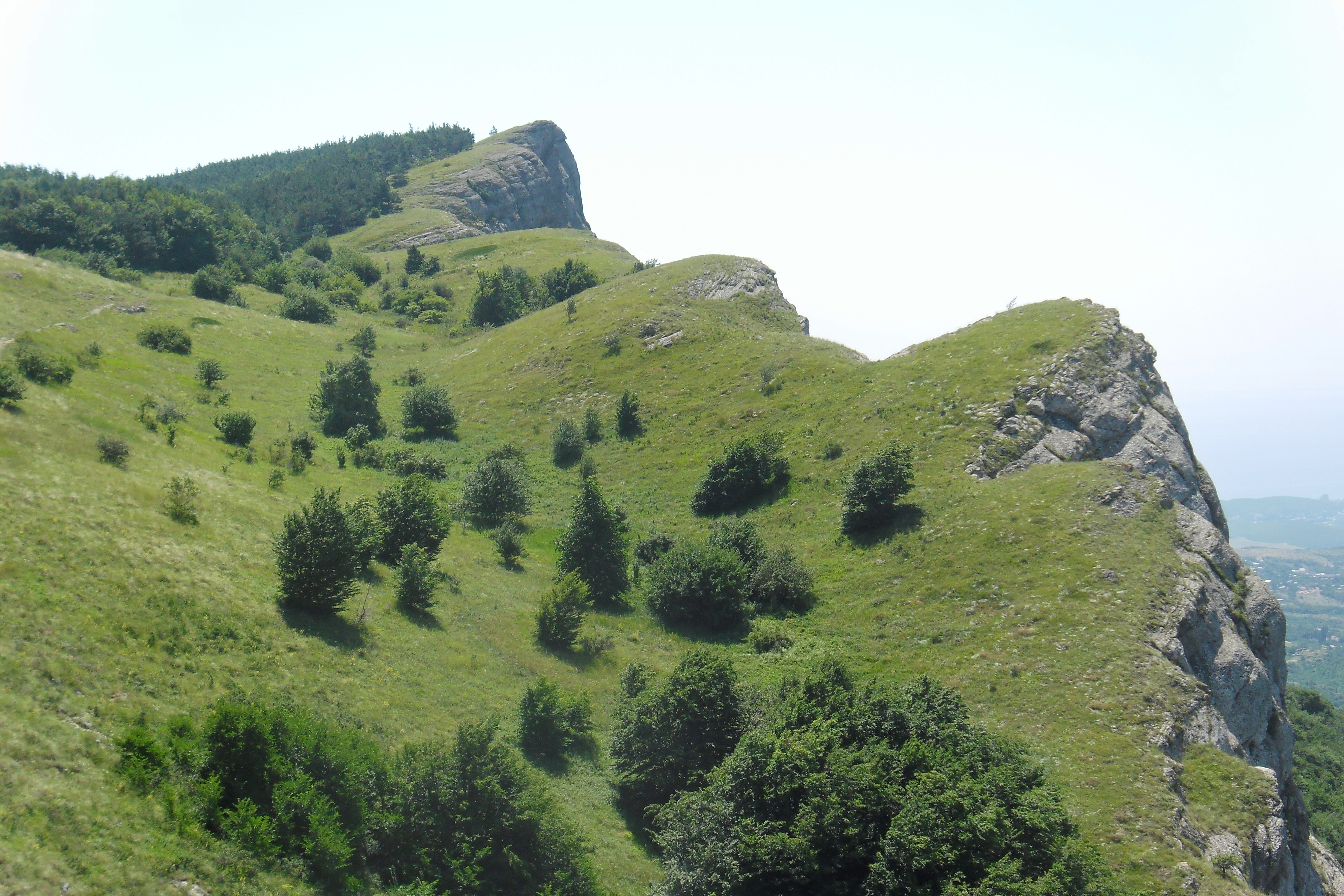
Демерджі-яйла. Обрив у бік долини ріки Ангара.
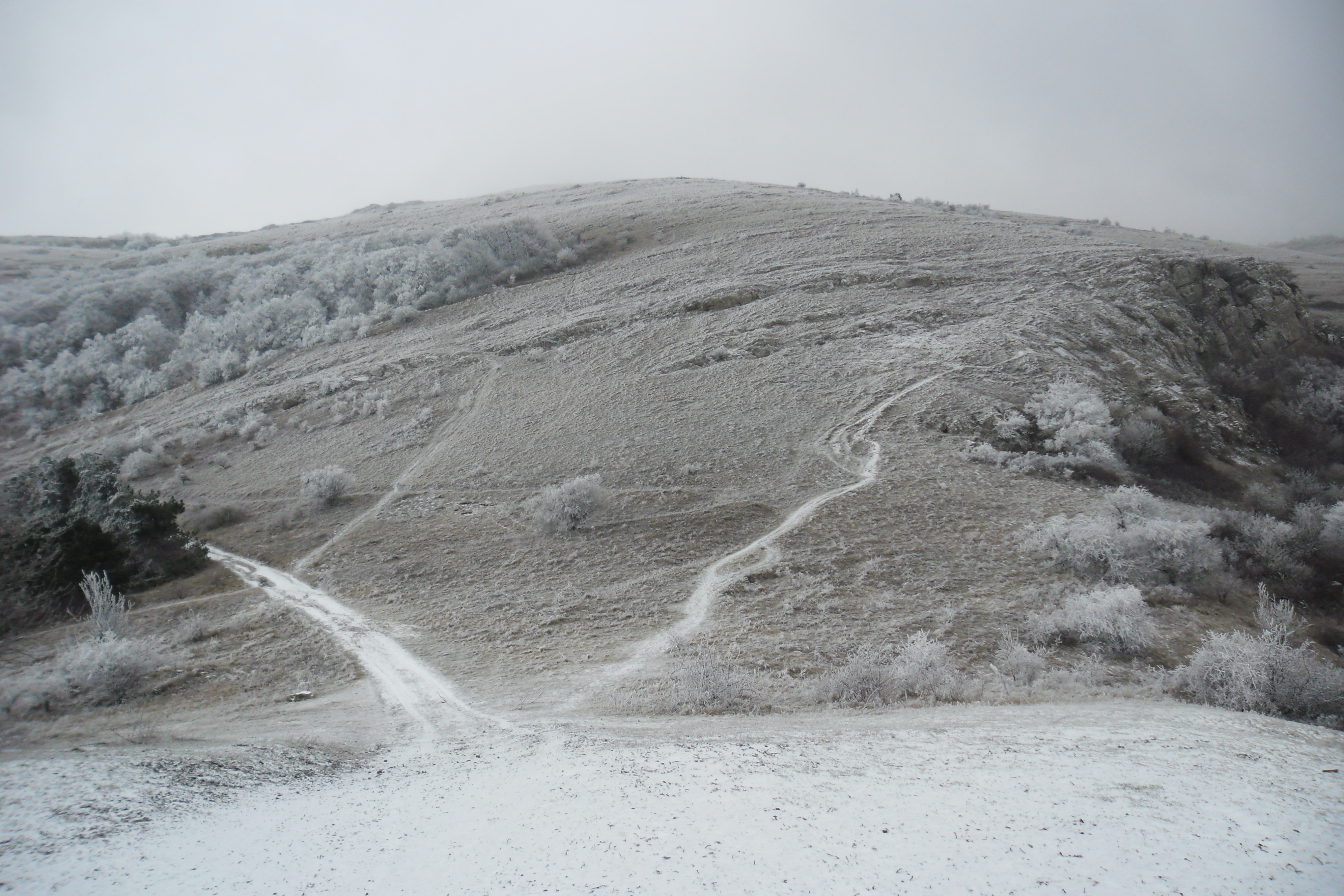
Вид на Демерджі-яйлу з перевалу МАН
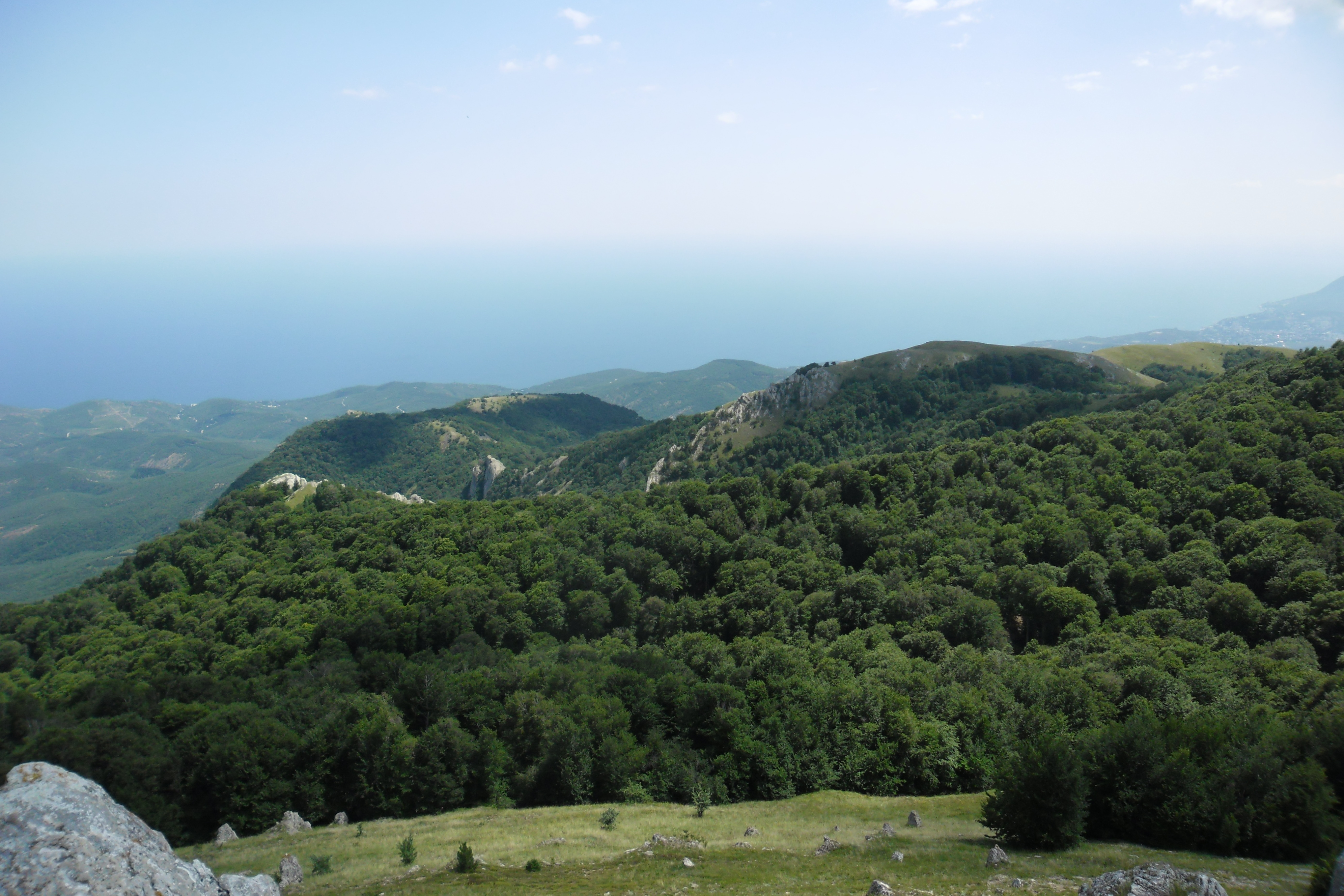
Басамах-Хая, Базарбай і Шан-Кая
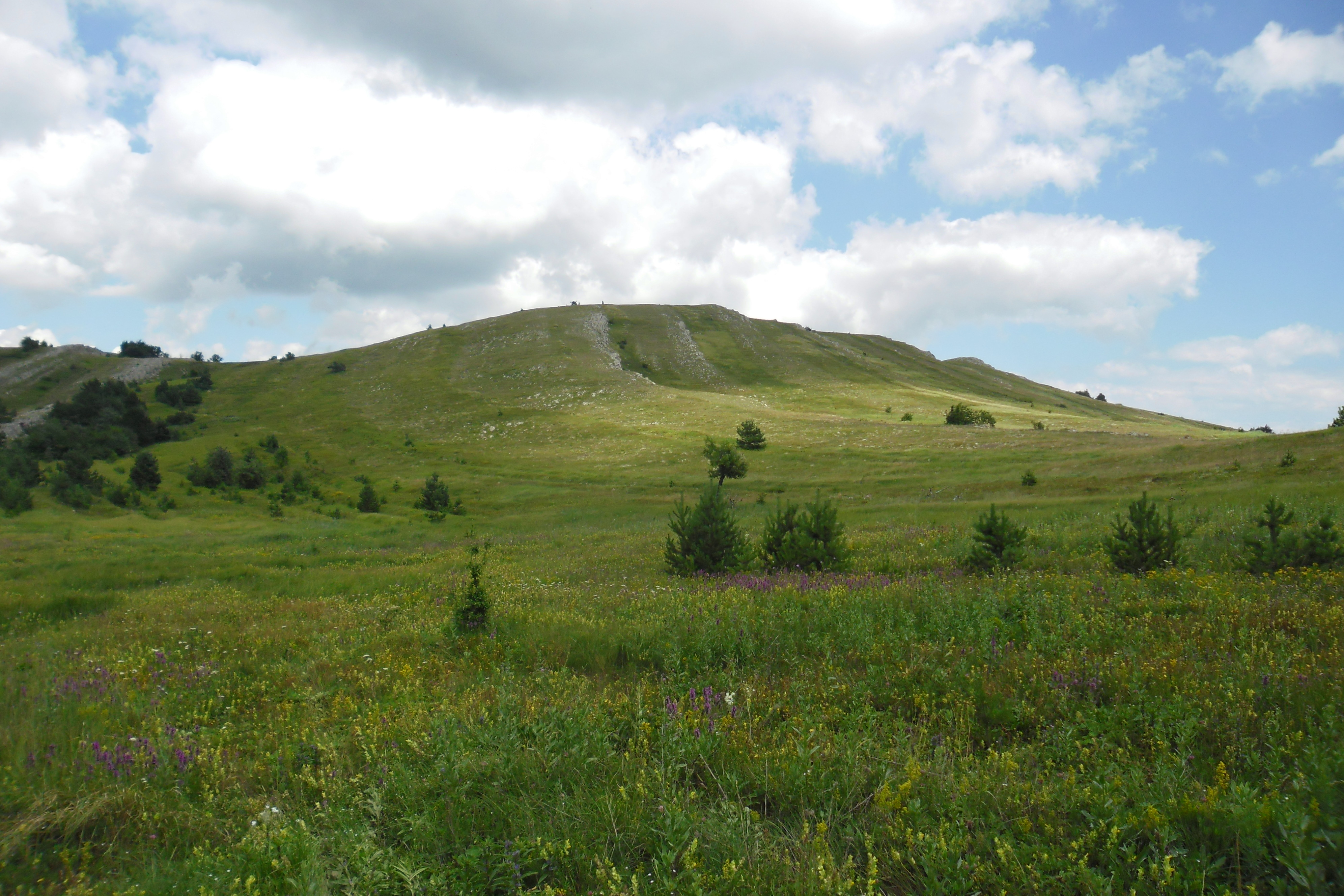
г. Босна, вид із півночі
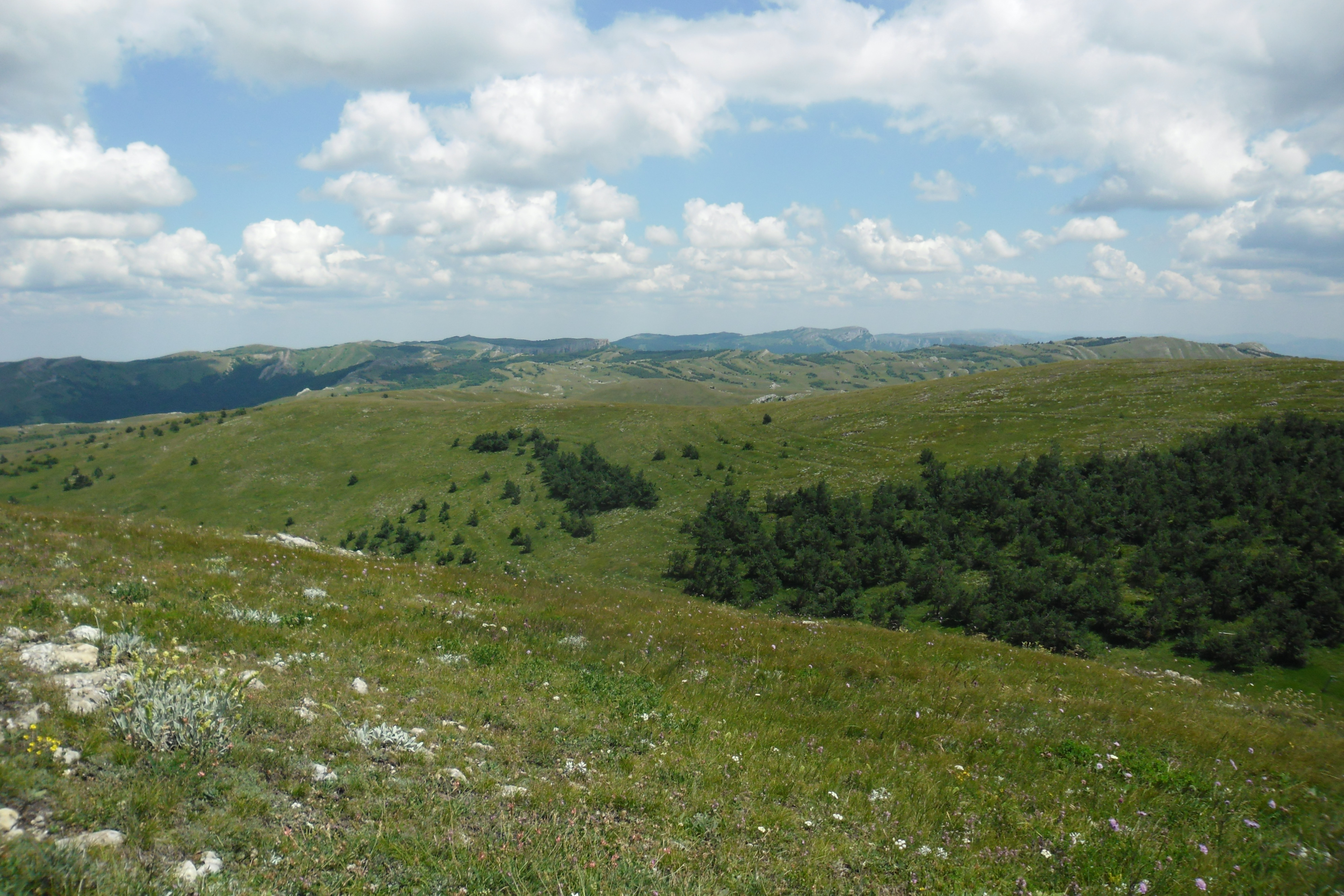
Простори Демерджі
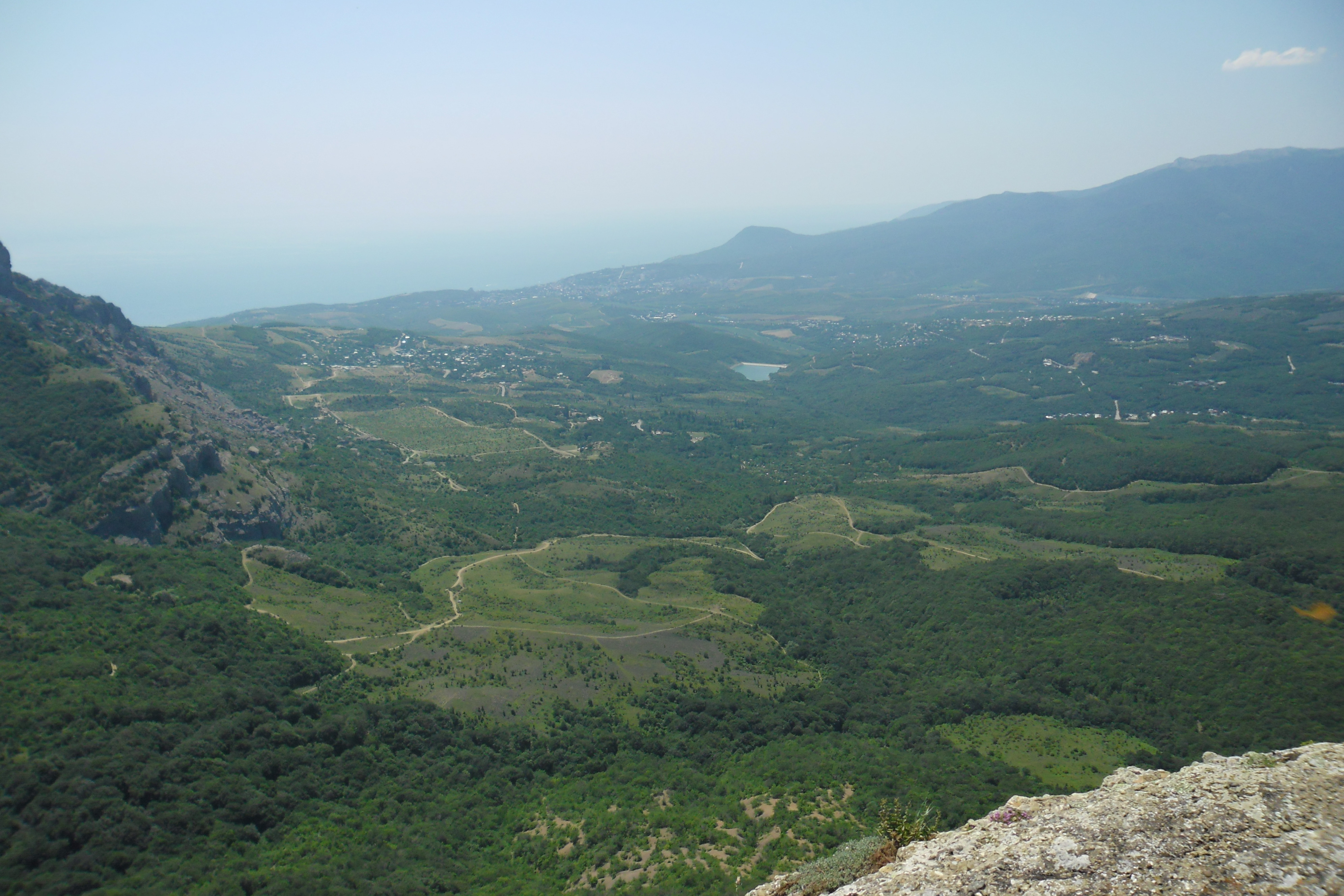
Вид з Демерджі.
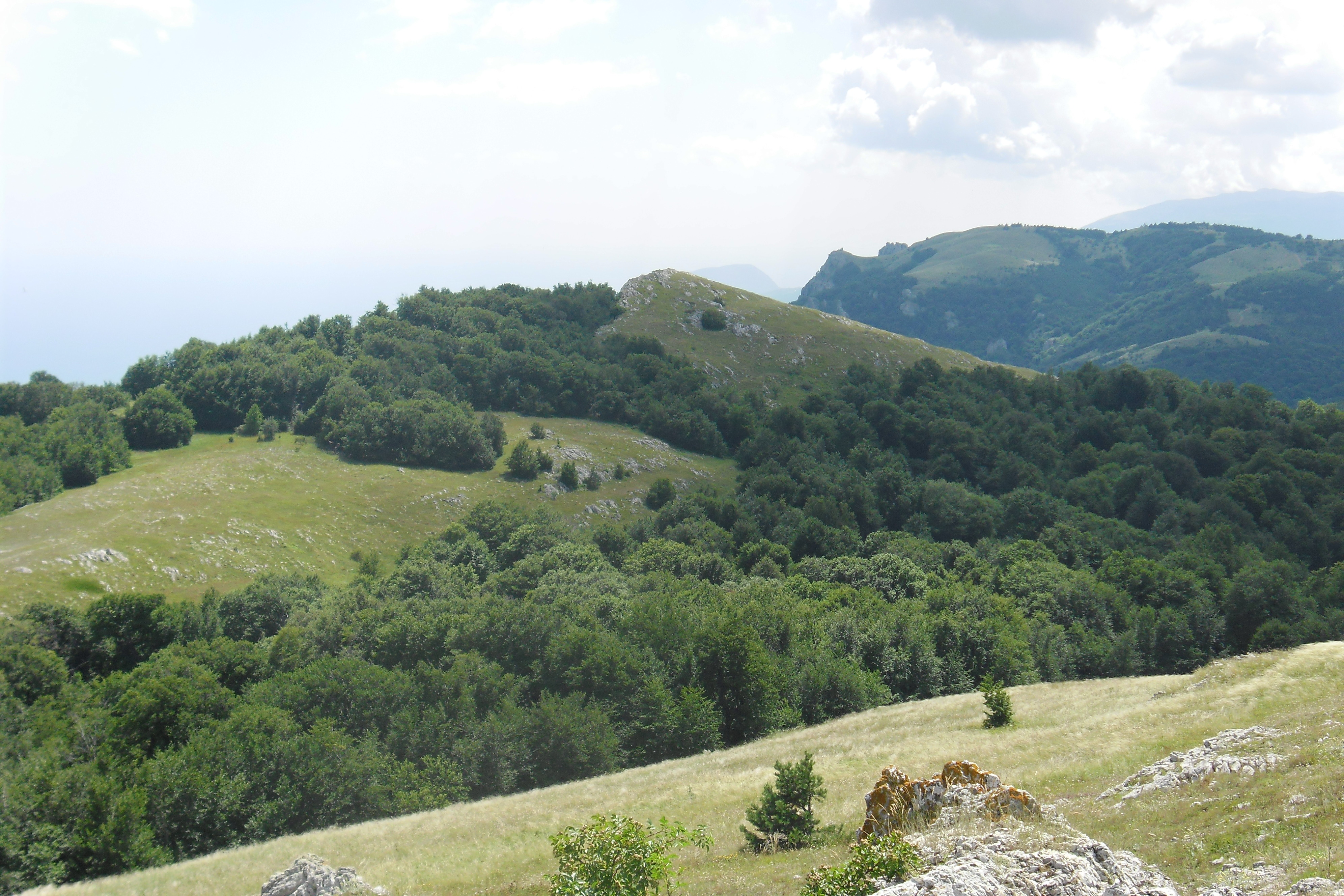
г.Байрак-Хая. Демерджі.